# 內菲西施托克山
46°28′10.4″N 7°41′26.5″E / 46.469556°N 7.690694°E
內菲西施托克山（德語：Innerer Fisistock）是瑞士伯恩州的山峰，位於該國南部，屬於伯尔尼山的一部分，海拔高度2,787米，每年平均降雨量1,585毫米。

## 外部連結

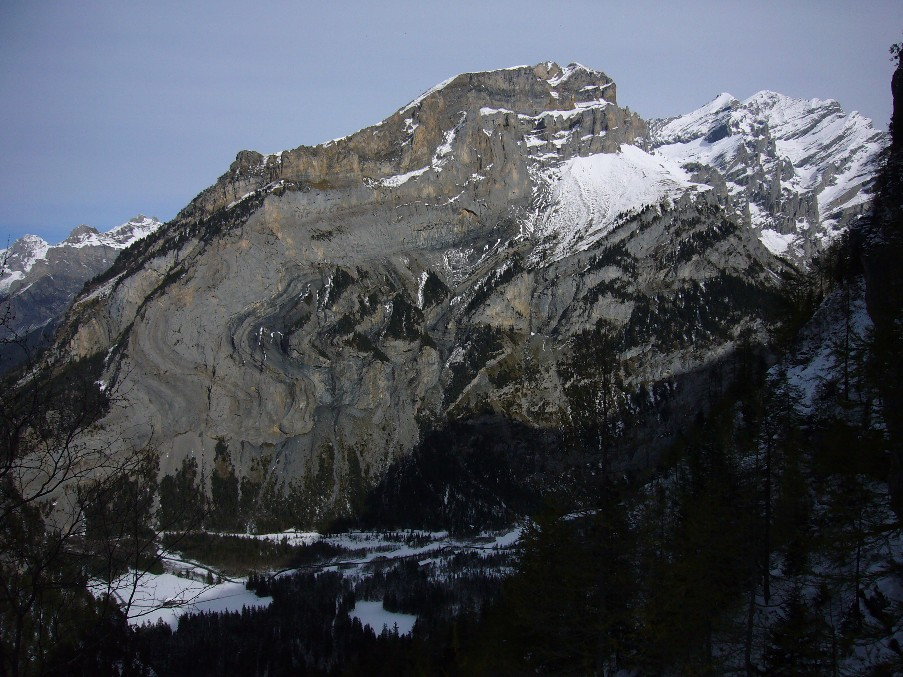

- Innerer Fisistock on Hikr （页面存档备份，存于）